# Stelis nyssonoides
Stelis nyssonoides là một loài Hymenoptera trong họ Megachilidae. Loài này được Brues mô tả khoa học năm 1903.